# Joseph von Berger
Joseph von Berger (13 marzo 1801 – Vienna, 31 gennaio 1889) è stato un militare austriaco.

## Biografia
Joseph von Berger apparteneva ad una famiglia dell'aristocrazia austriaca. Intrapresa la carriera militare, dopo una rapida ascesa il 13 gennaio 1852 venne promosso generale maggiore, ottenendo il 21 aprile 1859 la nomina a Feldmaresciallo Luogotenente. Con questo grado ottenne il comando della 1ª divisione dell'8º corpo d'armata impegnato nella Battaglia di Magenta, sotto il comando del feldmaresciallo Ludwig von Benedek.
L'8 giugno successivo ottenne il comando dell'armata austriaca impegnata nella Battaglia di Melegnano dove l'esercito imperiale venne pesantemente sconfitto dalla controparte francese guidata dal generale Achille Baraguey d'Hilliers. La sconfitta di Melegnano, aprì a Napoleone III di Francia ed a Vittorio Emanuele II di Savoia. A seguito di questi eventi e della sconfitta degli austriaci in Lombardia, von Berger chiese ed ottenne di essere pensionato il 9 novembre 1859.